# František Hůrka
František Václav Hůrka, niem. Friedrich Franz Hurka (ur. 19 lutego 1762 w Merklínie, zm. 10 grudnia 1805 w Berlinie) – czeski kompozytor i śpiewak, tenor.

## Życiorys
Był synem kantora. Początkowo był członkiem chóru przy kościele klasztornym krzyżowców w Pradze. W 1783 roku został członkiem grupy teatralnej Bondiniego, z którą w 1784 roku występował w Lipsku. W 1788 roku został śpiewakiem w teatrze nadwornym księcia Fryderyka Henryka w Schwedt/Oder, skąd następnie przeniósł się na dwór króla Fryderyka Wilhelma III w Berlinie. W 1791 roku został członkiem berlińskiej Sindakademie. Był wolnomularzem.
Był autorem licznych cyklów pieśni na głos z fortepianem, ponadto napisał 6 divertimentów na instrumenty smyczkowe i Te Deum. Jego pieśni noszą cechy sentymentalnej ballady o charakterze ludowym, zwiastując nadejście romantyzmu. Wbrew ówczesnej praktyce wykonawczej rozdzielał funkcje śpiewaka-wykonawcy i akompaniatora przy fortepianie. Jako śpiewak dysponował głosem o dużej skali, wyróżniającym się zarówno w śpiewie koloraturowym, jak i kantylenie.